# Gale Ridge
Gale Ridge ist ein 20 km langer Gebirgskamm im westantarktischen Queen Elizabeth Land. In der Neptune Range der Pensacola Mountains erstreckt er sich ausgehend vom Mount Dover in nordwestlicher Richtung.
Der United States Geological Survey kartierte ihn anhand von Vermessungen und Luftaufnahmen der United States Navy zwischen 1956 und 1966. Das Advisory Committee on Antarctic Names benannte ihn 1965 nach dem US-amerikanischen Meteorologen Phillip L. Gale, der im antarktischen Winter 1962 auf der Ellsworth-Station tätig war.